# Ecnomus dentatus
Ecnomus dentatus är en nattsländeart som beskrevs av Jacquemart 1963. Ecnomus dentatus ingår i släktet Ecnomus och familjen trattnattsländor. Inga underarter finns listade i Catalogue of Life.